# Núria Bosch Roca
Núria Bosch i Roca (Bigas, Barcelona, 1955) es  economista española, catedrática de Hacienda Pública de la Universidad de Barcelona, entre 2013 y 2015 fue miembro del Consejo Asesor para la Transición Nacional de Cataluña.

## Biografía

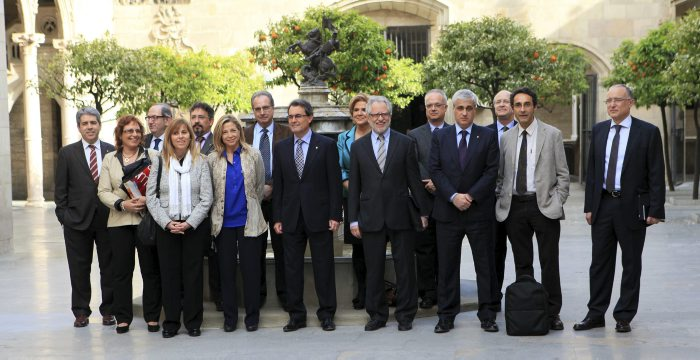
Imagen del Consejo Asesor para la Transición Nacional tras su constitución (abril de 2013)

Licenciada en Economía por la Universidad de Barcelona, es doctora en Ciencias Económicas y Empresariales por la misma universidad. Catedrática de Hacienda Pública en la Universidad de Barcelona (UB), es directora de la Cátedra de Federalismo Fiscal en el Instituto de Economía de Barcelona (centro de investigación en Economía Aplicada de la UB). Está especializada en el campo de las finanzas públicas, saldos fiscales interterritoriales y locales, eficiencia en la prestación de servicios públicos y saldo de impuestos, un tema sobre el cual tiene numerosas publicaciones.
Asimismo, ha sido miembro, entre otras,  de las siguientes comisiones: El Grupo de Trabajo sobre Metodología para la Elaboración de las Balanzas Fiscales de les Regiones Españolas, creado por el Ministerio de Economía y Hacienda en 2005. La Comisión de Expertos para la Reforma del Sistema de Financiación Autonómico, creada por el Instituto de Estudios Fiscales en 2006. El Grupo de Trabajo para la Reforma de la Hacienda Local, creado por la FEMP en 2007. El Grupo de trebajo sobre finanzas metropolitanas, creado por el Consorcio del Área Metropolitana de Barcelona en 2010. El Comité de Expertos para la Actualización de la Balanza Fiscal de Cataluña con la Administración Central, de la Generalidad de Cataluña, hasta la actualidad. 
En la actualidad es la directora del Departamento de Economía Pública de la Universidad de Barcelona. 